# Мадалена Висконти
Мадалена Висконти (на италиански: Maddalena Visconti; * 1366, Милано, Сеньория Милано; † 17 юли 1404, Бургхаузен, Херцогство Бавария-Ландсхут) от рода Висконти, е херцогиня на Бавария (1381 – 1393) и на Бавария-Ландсхут (от 1392 г.).

## Произход
Дъщеря е на Бернабо Висконти (1323 – 1385), владетел на Милано, и съпругата му Беатриче Реджина дела Скала (1331 – 1384). Неин дядо и баба по бащина линия са Стефано Висконти – господар на Милано и Валентина Дория, а по майчина – Мастино II дела Скала и Тадеа да Карара. Има пет братя и девет сестри: 
- Тадеа (1351 – 1381), херцогиня на Бавария като съпруга на Стефан III и майка на френската кралица Изабела Баварска
- Верде (ок. 1352 – 1414), херцогиня на Австрия като съпруга на Леополд III Хабсбург
- Марко (1355 – 1382), господар на Парма (1364 – 1382), съпруг на Елизабета Баварска
- Лудовико (1355 – 1404), управител и господар на Лоди (1379 – 1385), и управител и господар на Парма (1385 – 1404), съпруг на Виоланта Висконти
- Валентина (1357 или 1360/62 или 1367 – 1393), кралица на Кипър и титулярна кралица на Йерусалим от 1378 до 1382 г. като съпруга на Петър II дьо Лузинян
- Родолфо (1358 – 1389), господар на Парма (1364 – 1389)
- Карло (1359 – 1403), господар на Парма (1364), съпруг на Беатрис д’Арманяк
- Антония (1364 – 1405), графиня на Вюртемберг като съпруга на Еберхард III
- Катерина (1362 – 1404), последна господарка на Милано (1385 – 1395) и 1-ва херцогиня на Милано (1395 – 1402) като съпруга на братовчед си Джан Галеацо Висконти
- Аниезе (1363 – 1391), графиня на Мантуа като съпруга на Франческо I Гонзага
- Джанмастино (1370 – 1405), господар на Бергамо и на Джера д'Ада, съпруг на Клеофа дела Скала
- Лучия (1372 – 1424), маркграфиня на Майсен като съпруга на Фридрих V фон Тюринген и графиня на Кент като съпруга на Едмънд Холанд
- Елизабета (1374 – 1432), херцогиня на Бавария като съпруга на Ернст Баварски
- Англезия (1377 – 1439), кралица на Кипър, Йерусалим и Армения (ок. 1401 – 1408) като съпруга на Янус дьо Лузинян

Освен това има шест полубратя и девет полусестри от извънбрачни връзки на баща ѝ с пет жени. Баща ѝ Бернабо Висконти непрекъснато води войни с Папската държава (той е отлъчен от Църквата) и е безмилостен тиранин. През 1385 г. е свален от племенника си Джан Галеацо Висконти и по-късно е отровен в замъка на Трецо.

## Биография
Мадалена се жени на 2 септември 1381 г. в Ландсхут за херцог Фридрих Баварски-Ландсхут от династията на Вителсбахите. Нейната зестра е 100 хил. флорина. Баща ѝ иска да подобри отношенията с Бавария, така че омъжва трите си дъщери: Мадалена, Елизабета и Тадеа за трима съперничещи си херцози. За Фридрих това е втори брак след Ана фон Нойфен, за която се омъжва през 1360 и която умира през 1380 г.; от първата си съпруга той има една дъщеря – Изабела, омъжена за чичото на Мадалена Марко Висконти.
След сватбата Мадалена отива да живее в замъка Траусниц в Ландсхут. От 1375 до 1392 г. Фридрих управлява с братята си Стефан III и Йохан II, следователно Мадалена управлява като консорт заедно със сестра си Тадеа, но само за няколко седмици, преди Тадеа да умре. Съпругата на Йохан II е Катарина от Горица и е неизвестно дали тя и Мадалена са служили едновременно като консорт.
Тя продължава да живее във феода и след като овдовява на 4 декември 1393 г. От 1393 до 1404 г. е регентка на сина ѝ Хайнрих – наследник на Херцогство Бавария-Ландсхут с името Хайнрих XVI.
Мадалена умира на 24 август 1404 г. на около 38-годишна възраст. Погребана е в цистерианския манастир „Райтенхаслах“ в Бургхаузен.

## Брак и потомство
∞ 2 септември 1381 в Ландсхут за херцог Фридрих Баварски-Ландсхут (* 1339, † 4 декември 1393, Будвайс) от династията на Вителсбахите, от когото има двама сина и три дъщери:
- Елизабета Баварска (* 1383; † 13 ноември 1442, замък в Ансбах, погребана в Хайлсброн), чрез брак курфюрстиня на Бранденбург; ∞ за Фридрих I фон Хоенцолерн, курфюрст на Бранденбург (* 1371, † 20 септември 1440, замък Кадолсбург), от когото има четирима сина и шест дъщери.
- Маргарита Баварска (* 1384, † като дете), погребана в манастира „Райтенхаслах“
- Хайнрих XVI (* 1386, † 30 юли 1450, Ландсхут, погребан в Зелигентал), херцог на Бавария-Ландсхут, ∞ 25 ноември 1412 за Маргарета Австрийска (* 1395, † 24 декември 1447), дъщеря на херцог Албрехт IV от Австрия и на неговата съпруга Йохана София Баварска, от която има трима сина и три дъщери.
- Магдалена Баварска (* 1388, † 17 декември 1410, погребана в манастир „Райтенсхаслах“), чрез брак пфалцграфиня на Каринтия; ∞ за Йохан Майнхард VII от Гьорц-Кирхберг (* 1378/1380; † 22 май 1430), пфалцграф на Каринтия и граф на Кирхберг в Швабия, от когото няма деца.
- Йохан Баварски-Ландсхут (* ок. 1390, † 20 декември 1396, погребан в манастир „Райтенхаслах“).